# Ljubičevac (gmina Kladovo)
Ljubičevac (cyr. Љубичевац) – wieś w Serbii, w okręgu borskim, w gminie Kladovo. W 2011 roku liczyła 364 mieszkańców.